# Aigen (Gemeinde Furth bei Göttweig)
Aigen (auch: Aigen am Göttweiger Berg) ist ein kleines Zeilendorf, eine Ortschaft und eine Katastralgemeinde in der Marktgemeinde Furth bei Göttweig im Bezirk Krems-Land in Niederösterreich. Die Ortschaft hat 124 Einwohner (Stand 1. Jänner 2024).  Bis Ende 1966 war Aigen eine eigenständige Gemeinde.

## Geografie
Der Ort liegt südöstlich der Stadtgemeinde Mautern an der Donau im Graben des Fladnitzbaches.

## Geschichte
Im Jahr 1822 wurde der Ort als Dorf mit 22 Häusern erwähnt, das nach Furth eingepfarrt war und wohin auch die Kinder eingeschult wurden. Die Herrschaft Göttweig besaß die Ortsobrigkeit, übte die Landgerichtsbarkeit aus, besorgte die Konskription und hatte die Grundherrschaft inne. Der Ort konstituierte sich nach dem Umbruch 1848 als selbständige Gemeinde. 
Im Jahr 1938 gab es laut Adressbuch von Österreich in Aigen zwei Mühlen und ein Sägewerk.
Mit 1. Jänner 1967 wurden im Zuge der Niederösterreichischen Kommunalstrukturverbesserung die bis dahin selbständigen Gemeinden Aigen, Furth, Palt und Steinaweg zu Furth bei Göttweig zusammengeschlossen.

## Bebauung
Der Ort hat eine Zeilenverbauung mit Einfamilienhäusern entlang einer geknickten Durchgangsstraße. Im Straßenknick dominiert die Terschmühle mit einem straßenseitig dreieinhalbgeschoßigen ehemaligen Mühlentrakt.

## Kultur und Sehenswürdigkeiten
- Wegkapelle mit Glockenturm und Zwiebelhaube
- Kapellenbildstock im Straßenknick

Nördlich des Ortes gibt es einen Kellergraben.
- Neukeller Nr. 1, zweigeschoßig traufständiges Presshaus unter einem Satteldach, im Kern barock mit Steckgitter und originalem Torflügel.
- Neukeller Nr. 2, Prioratskeller, giebelständiger Kellerbau unter einem Satteldach, 1727 von Franz Jänggl im Auftrag des Göttweiger Priors Gregor Schenggl erbaut, wohl nach einem Entwurf von Johann Lukas von Hildebrandt, mit angeputzter Ortsteinquaderung, Korbbogenportal, und einem profilierten Giebel mit einem Rundfenster.